# Jean-Luc Bonniol
 (juin 2011).
Si vous disposez d'ouvrages ou d'articles de référence ou si vous connaissez des sites web de qualité traitant du thème abordé ici, merci de compléter l'article en donnant les références utiles à sa vérifiabilité et en les liant à la section « Notes et références ».
Jean-Luc Bonniol, né à Millau en 1946, est un anthropologue et historien français.

## Biographie
Il est professeur d’anthropologie à l'Université Paul Cézanne Aix-Marseille 3, membre du Centre Norbert Elias (UMR 8562 du CNRS). Il travaille à la Maison méditerranéenne des sciences de l'homme (Aix-en-Provence), après avoir enseigné de 1973 à 1982 à l’Université Antilles-Guyane, résidant successivement en Guadeloupe et en Martinique. Il est membre du Comité international des études créoles (CIEC) et du Conseil de rédaction de la revue L'Homme. De 1999 à 2003, il est Président de la 20e section (ethnologie, anthropologie et préhistoire) du Conseil National des Universités.

## Anthropologie

### Antilles
Son terrain principal, en tant qu’anthropologue, a concerné les sociétés créoles, et de manière privilégiée les Antilles de colonisation française. 
Partant du cas spécifique de petites populations insulaires (Terre-de-Haut des Saintes, la Désirade), il  a poursuivi une réflexion au long cours sur l’objet  « racial » et la persistance des modes coloniaux de catégorisation dans les sociétés post-esclavagistes. Il a, dans cette ligne, abordé le thème du « métissage », envisagé tant du côté de la  dynamique des populations (envisagée au travers des faits d’alliance et de procréation) que de ses représentations, tout en étendant sa réflexion au domaine du mélange culturel, ce qui l’a conduit à aborder au niveau théorique le thème de la « créolisation ». La trace « colorée » de l’esclavage l’a également orienté, concurremment à la montée actuelle de fortes préoccupations sociales et identitaires à la fin des années 1990, vers la thématique de la mémoire de l’esclavage.

### La Réunion
Il a pu également, toujours dans le cadre des îles créoles (notamment à la Réunion), aborder le thème du paysage, scruté à la fois dans sa réalité matérielle et dans les représentations qui le saisissent.

### Causses et Cévennes
Il s’est par ailleurs investi, dans le cadre d’une « ethnologie du proche », sur le terrain des Causses et des Cévennes, où il s’est efforcé de penser, à côté des identités fondées sur l’apparence et l’hérédité, les identités fondées sur le territoire, le paysage et la mémoire, dans la ligne d’une anthropologie des représentations du passé, en lien avec les processus identitaires.

## CVUH
Il a été membre du Comité de vigilance face aux usages publics de l'histoire.

## Publications
- Terre-de-Haut des Saintes : contraintes insulaires et particularisme ethnique dans la Caraïbe  (avec le concours du CNRS), Paris, Éd. Caribéennes / Éd. L'Harmattan (réimpr. 1985) (1re éd. 1980), 372 p., 21 cm (ISBN 2-903033-13-7, OCLC 468429588, BNF 37478065, SUDOC 013117130, présentation en ligne, lire en ligne ). [PDF] [version sans photographies].
- La couleur comme maléfice : une illustration créole de la généalogie des « Blancs » et des « Noirs », Paris, Albin Michel, coll. « Bibliothèque de synthèse  (ISSN 1158-6591) » (réimpr. 2010 et 2015) (1re éd. 1992), 304 p., 23 cm (ISBN 2-226-05738-2, OCLC 1015074296, BNF 35500068, SUDOC 002541181, présentation en ligne, lire en ligne ). [compte-rendu] de Georges Augustins (d).

Directions et collaborations
- Jacques Adélaïde-Merlande (dir.), J.-L. Bonniol (éd. scientifique), Jean-Claude Annezer (coll.), Danielle Bégot (coll.), Jean Benoist (coll.) et al., « Martinique et Guadeloupe, des îles aux hommes », dans L'Historial antillais, vol. I, Fort-de-France, Dajani Éditions, 1980, 591 p., 31 cm (BNF 34675251, SUDOC 060522852).
- J.-L. Bonniol (resp. scientifique) et Alain Saussol (d) (resp. scientifique), Chambre de commerce et d'industrie de Millau (colloque organisé au château de Roquedols en octobre 1993), Grands Causses : nouveaux enjeux, nouveaux regards. Hommage à Paul Marres (d) (1893-1974), Millau, Fédération pour la vie et la sauvegarde du pays des Grands Causses, 1995, 408 p., 25 cm (OCLC 496083313, BNF 36159041, SUDOC 011785187, présentation en ligne).
- Jean Bernabé (dir.), Raphaël Confiant (dir.), J.-L. Bonniol (dir.) et Gerry L'Étang (dir.), Au visiteur lumineux : des îles créoles aux sociétés plurielles, mélanges offerts à Jean Benoist, Petit-Bourg (Guadeloupe), Ibis rouge éditions, 2000, 716 p., 24 cm (ISBN 2-8445-0078-1, OCLC 1003602555, BNF 37190249, SUDOC 051685760, présentation en ligne, lire en ligne [PDF]).
- J.-L. Bonniol (dir.), CTHS (actes du 123e congrès national des sociétés historiques et scientifiques à Fort-de-France en avril 1998), Paradoxes du métissage, Paris, Édition du CTHS (d), coll. « Actes du … Congrès national des sociétés savantes. Commission d'anthropologie et d'ethnologie françaises  (ISSN 1141-5037), no 123 », 2001, 243 p., 24 cm (ISBN 2-7355-0402-6, OCLC 237516919, BNF 37654295, SUDOC 059179082, présentation en ligne).
- J.-L. Bonniol (dir.), Daniel André (d), Jacques Cros-Saussol et Jacques Frayssenge (d) (préf. Philippe Joutard, ill. Dominique Dumas et Georges Costantini (d)), Dire les Causses : mémoire des pierres, mémoire des textes, Millau / Alès, Éd. du Beffroi / Club cévenol, 2003, 372 p., 20 cm (ISBN 2-908123-62-2, OCLC 237341240, BNF 39132174, SUDOC 078467675, présentation en ligne). [PDF] [compte-rendu (p. 3)] de Marcel Jollivet (d).
- J.-L. Bonniol (dir.) et Maryline Crivello (dir.) (actes des journées d'études à la MMSH (Aix-en-Provence) en mai 2001), Façonner le passé : représentations et cultures de l'histoire (XVIe – XXIe siècle), Aix-en-Provence, Publications de l'Université de Provence, coll. « Le temps de l'histoire  (ISSN 1631-946X) » (réimpr. 2017) (1re éd. 2004), 304 p., 21 cm (ISBN 2-85399-580-1, OCLC 1146411784, BNF 39236594, SUDOC 080865356, présentation en ligne, lire en ligne). [compte-rendu] de Sophie Dulucq (d).